# Reducto nacional (Suiza)

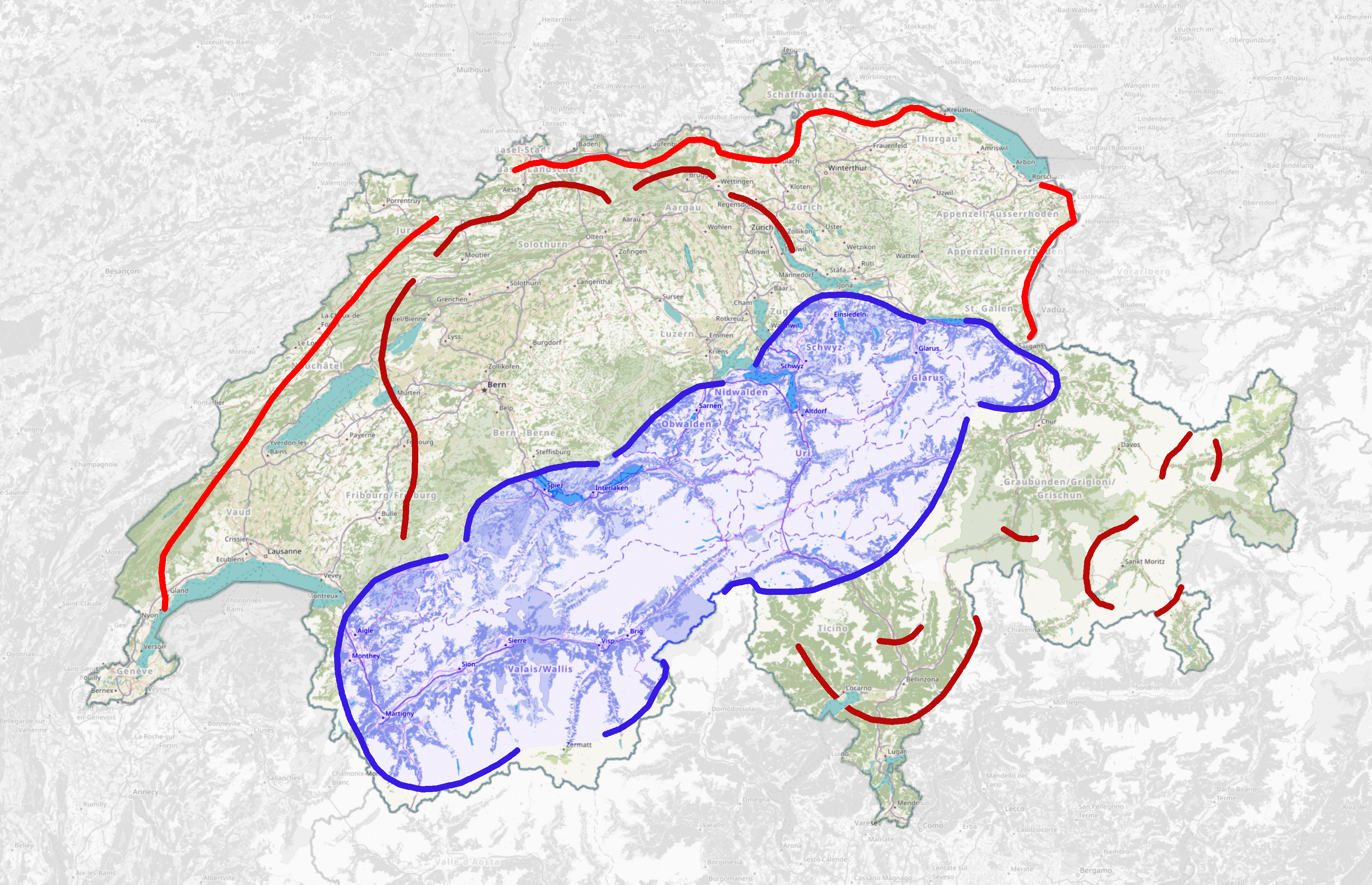
Plano de las líneas de Defensa del Reducto Nacional Suizo

El Reducto Nacional Suizo (alemán: Schweizer Reduit; francés: Réduit national; italiano: Ridotto nazionale; romanche: Reduit nazional) fue un plan defensivo desarrollado por el gobierno suizo a partir de la década de 1880 para responder a la invasión extranjera. En los primeros años de la Segunda Guerra Mundial, el plan se amplió y perfeccionó para hacer frente a una posible invasión alemana. El término "Reducto Nacional" se refiere principalmente al sistema de fortificaciones que aseguró la parte central montañosa de Suiza, proporcionando un refugio defendido para un ejército suizo en retirada.
El Reducto Nacional abarcaba un conjunto ampliamente distribuido de fortificaciones en una línea general de este a oeste a través de los Alpes, centrado en tres complejos de fortalezas principales: San Mauricio, San Gotardo y Sargans. Estas fortalezas defendían principalmente los cruces alpinos entre Alemania e Italia y estaban fuera de las regiones industrializadas y pobladas de Suiza. Estas regiones fueron defendidas por la "Línea Fronteriza" y la "Posición del Ejército" algo más atrás. Si bien no pretendía ser una barrera infranqueable, estas líneas contenían fortificaciones importantes, pero el Reducto Nacional se planeó como un complejo de fortificaciones casi inexpugnable que negaría el paso de un agresor sobre o a través de los Alpes controlando los principales pasos de montaña y túneles ferroviarios que atraviesan la región de norte a sur. Esta estrategia tenía la intención de disuadir por completo una invasión al negar la infraestructura de transporte crucial de Suiza a un agresor.
La fortificación de la región alpina suiza comenzó en la década de 1880, poco después de la apertura del ferrocarril del Gotardo. Inmediatamente después de la Primera Guerra Mundial, hubo poco interés suizo en nuevas fortificaciones. Sin embargo, durante la década de 1930, cuando Francia construyó la Línea Maginot desde la frontera suiza hasta la frontera belga y Checoslovaquia construyó sus fortificaciones fronterizas, Suiza volvió a examinar sus defensas fijas.

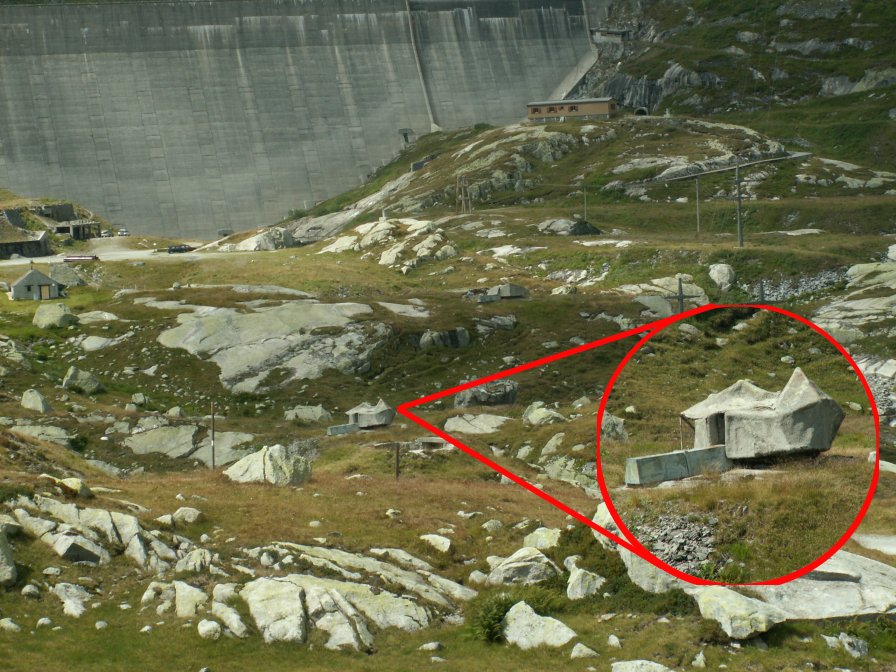
Cañón camuflado cerca del lago de Lucendro al sur de Suiza. Tiene un calibre de 105 milímetros y dispara en un rango de 17 kilómetros.

El general Henri Guisan desarrolló una estrategia para la defensa de Suiza que reconocía sus recursos limitados en equipo y mano de obra en comparación con sus adversarios potenciales. Guisan propuso una estrategia dilatoria en el terreno accidentado de las fronteras para mantener una fuerza invasora fuera del campo abierto en la meseta central durante el mayor tiempo posible para permitir una retirada ordenada al perímetro alpino asegurado. Una vez que se completara la retirada a los Alpes, el gobierno suizo podría permanecer oculto durante un tiempo prolongado. En consecuencia, se mejoraron las fortificaciones fronterizas. Dicha estrategia fue adoptada en julio de 1940, en plena Segunda Guerra Mundial, cuando el Reducto Nacional asumió una gran importancia para los suizos mientras estaban completamente rodeados por las potencias del Eje y, por tanto, efectivamente a merced de Hitler y Mussolini. El Reducto Nacional era una forma de preservar al menos parte del territorio suizo en caso de una invasión. Los suizos practicaron la guerra imitando las batallas que ocurrían a su alrededor. La estrategia de reducto de Suiza durante la Segunda Guerra Mundial fue esencialmente de disuasión. La idea era dejar claro a Alemania que una invasión tendría un coste elevado.
Habiéndose mantenido neutral durante la Segunda Guerra Mundial, Suiza retuvo el concepto para sus planes de resistencia contra una supuesta invasión soviética durante la Guerra Fría, cuando se convirtió en una fuerte influencia en el concepto suizo de neutralidad. La política suiza durante la Guerra Fría adoptó una defensa más agresiva de las fronteras que dependía menos de una retirada a las montañas. Si bien Suiza estaba nuevamente rodeada por una alianza, la OTAN no se consideraba una amenaza para la existencia nacional suiza. Sin embargo, las naciones del Pacto de Varsovia fueron consideradas amenazas. La estrategia suiza buscaba exigir un alto precio a cualquier ataque terrestre directo en territorio suizo. 
El Reducto Nacional ha sido objeto de debate en la sociedad suiza, con muchas fortificaciones desmanteladas a principios del siglo XXI. En octubre de 2010, el ministro de Defensa Ueli Maurer propuso cerrar muchos de los cargos luego de mitigar los problemas ambientales y garantizar la seguridad permanente. Se esperaba que un programa de desmantelamiento costara hasta 1000 millones de francos. En 2011, Maurer estimó los costos para cerrar el sistema de manera segura en más de $ 1 mil millones. Algunas de las instalaciones se han alquilado o vendido como repositorios de datos digitales.